# 1987-es magyar fedett pályás atlétikai bajnokság
Az 1987-es magyar fedett pályás atlétikai bajnokság a 14. bajnokság volt. Elmaradtak 4 × 200 méteres váltók, a női 5000 méteres futás, férfiaknál pedig 10 km helyet 25 km-es gyaloglást rendeztek.

## Eredmények

### Férfiak
| Versenyszám     | Arany                            | Arany   | Ezüst                             | Ezüst   | Bronz                           | Bronz   |
| --------------- | -------------------------------- | ------- | --------------------------------- | ------- | ------------------------------- | ------- |
| 60 m            | Kovács Attila Újpesti Dózsa      | 6,69    | Karaffa László Bp. Honvéd         | 6,72    | Tatár István Bp. Honvéd         | 6,73    |
| 200 m           | Nagy István Újpesti Dózsa        | 21,29   | Kovács Attila Újpesti Dózsa       | 21,52   | Rezák Pál Váci Izzó             | 21,65   |
| 400 m           | Ismail Mačev Jugoszlávia         | 47,49   | Katona Újpesti Dózsa              | 47,64   | Menczer Gusztáv                 | 48,16   |
| 800 m           | Slobodan Popović Jugoszlávia     | 1:49,19 | Sári Zoltán Szegedi VSE           | 1:49,51 | Pocsai Tamás Tatabányai Bányász | 1:50,02 |
| 1500 m          | Nikosz Ciakovlasz Görögország    | 3:44,20 | Tóth László Bp. Honvéd            | 3:44,28 | Ernst Csehszlovákia             | 3:44,44 |
| 3000 m          | Markó Gábor Bp. Honvéd           | 8:02,97 | Tóth László Bp. Honvéd            | 8:06,47 | Kovács J Székesfehérvári Ikarus | 8:07,70 |
| 60 m gát        | Bakos György Újpesti Dózsa       | 7,80    | Kelemen Zoltán Újpesti Dózsa      | 8,01    | Sárközi Szolnoki MÁV MTE        | 8,04    |
| 25 km gyaloglás | Veréb Rudolf Diósgyőri VTK       | 1:52:42 | Szálas BVSC                       | 1:52:50 | Sátor László Bp. Honvéd         | 1:53,12 |
| magasugrás      | Krzysztof Krawczyk Lengyelország | 230 cm  | Hrvoje Fižuleto Jugoszlávia       | 225 cm  | Novica Čanović Jugoszlávia      | 221 cm  |
| rúdugrás        | Marian Kolasa Lengyelország      | 560 cm  | Molnár Gábor Bp. Honvéd           | 520 cm  | Andreasz Conisz Görögország     | 500 cm  |
| távolugrás      | Szalma László Vasas SC           | 816 cm  | Szenczi László Tatabányai Bányász | 753 cm  | Fábián Újpesti Dózsa            | 737 vm  |
| hármasugrás     | Djordje Kožul Jugoszlávia        | 16,58 m | Kiss Tibor MTK-VM                 | 15,88 m | Darko Balatinec Jugoszlávia     | 15,82   |
| súlylökés       | Szabó László Tatabányai Bányász  | 18,69 m | Ladányi Zsigmond SZEOL-DÉLÉP      | 18,42 m | Kóczián Jenő BEAC-MAFC          | 17,77 m |

### Nők
| Versenyszám     | Arany                                    | Arany   | Ezüst                                  | Ezüst   | Bronz                                    | Bronz    |
| --------------- | ---------------------------------------- | ------- | -------------------------------------- | ------- | ---------------------------------------- | -------- |
| 60 m            | Kornelija Šinković Pavićević Jugoszlávia | 7,49    | Juhász Erzsébet Szolnoki MÁV MTE       | 7,50    | Barati Éva Bp. Honvéd                    | 7,70     |
| 200 m           | Forgács Judit Tatabányai Bányász         | 23,78   | Marzena Wojdecka Lengyelország         | 24,05   | Kornelija Šinković Pavićević Jugoszlávia | 24,08    |
| 400 m           | Szabó Erzsébet SZEOL-DÉLÉP               | 53,64   | Szopori Erika SZEOL-DÉLÉP              | 54,13   | Erdélyi Andrea Székesfehérvári Ikarus    | 56,81    |
| 800 m           | Bartakovics Andrea Újpesti Dózsa         | 2:10,04 | Szabó A Újpesti Dózsa                  | 2:12,34 | Fülöp Zsuzsa BEAC-MAFC                   | 2:13,33  |
| 1500 m          | Rácz Katalin Rába ETO                    | 4:19,92 | Bugya Mariann BVSC                     | 4:28,08 | Majzer Ildikó Székesfehérvári Ikarus     | 4:44,54  |
| 3000 m          | Ágoston Zita Bp. Honvéd                  | 9:39,30 | Jankó Ilona Ajkai Alumínium            | 9:40,76 | Javos Anikó Dunaújvárosi Kohász          | 10:02,96 |
| 60 m gát        | Palombi Margit Tatabányai Bányász        | 8,34    | Małgorzata Nowak Lengyelország         | 8,46    | Baranyai Ildikó BEAC-MAFC                | 8,56     |
| 10 km gyaloglás | Ilyés Ildikó Békéscsabai Előre Spartacus | 50:56   | Szebenszky Anikó Debreceni Universitas | 51:07   | Rosza Mária Békéscsabai Előre Spartacus  | 51:31    |
| magasugrás      | Urszula Kielan Lengyelország             | 194 cm  | Danuta Bułkowska Lengyelország         | 194 cm  | Elżbieta Trylińska Lengyelország         | 192 cm   |
| távolugrás      | Vanyek Zsuzsa Bp. Építők                 | 637 cm  | Agata Karczmarek Lengyelország         | 633 cm  | Fekete Ildikó Debreceni MVSC             | 617 cm   |
| súlylökés       | Horváth Viktória Haladás VSE             | 17,31 m | Tóbiás Veronika Tatabányai Bányász     | 15,65 m | Elekes Tünde Bp. Spartacus               | 15,24 m  |